# Dicranota hoplomera
Dicranota hoplomera är en tvåvingeart som beskrevs av Alexander 1960. Dicranota hoplomera ingår i släktet Dicranota och familjen hårögonharkrankar.
Artens utbredningsområde är Pakistan. Inga underarter finns listade i Catalogue of Life.